# Lomanella kallista
Lomanella kallista is een hooiwagen uit de familie Triaenonychidae.